# Hospital de Salto
El Hospital de Salto, es un hospital público uruguayo. Está ubicado en la calle 18 de Julio, ocupa casi toda una cuadra en Salto. Es gestionado por la Administración de los Servicios de Salud del Estado (ASSE).

## Historia
La edificación consiste en un conjunto de edificaciones disimiles, de diferentes épocas, en estados también heterogéneos.
Es parte de la Administración de los Servicios de Salud del Estado (ASSE).
Desde 28 de julio de 2016, cuenta con nueva área de neonatología.
En 2020, el nosocomio fue adaptado como centro referencia para esa enfermedad de covid, con la incorporación de 24 camas.
Cuenta con 350 camas y tiene más de 800 funcionarios de la salud en 2020.
Su directora es la doctora Selva Tafernaberry.